# 汉口四三惨案

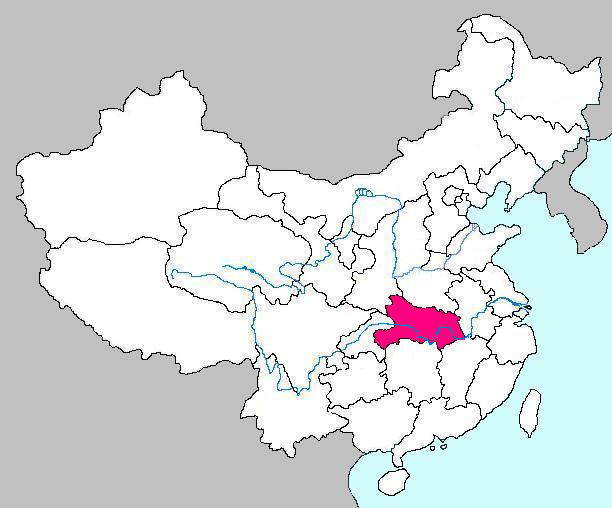
湖北省，汉口市（现在是武汉市的一部分）所在地

汉口四三惨案又称汉口事件（日语：／ Kankō Jiken／Hankō Jiken）发生于1927年4月3日，是中华民国湖北省汉口市日租界的大日本帝国士兵与中国民众发生的冲突事件。驻汉口的日本水兵与中国人力车夫发生冲突造成中方人员死伤，涉事日本水兵被民众控制，日本驻汉领事馆随后调集士兵开枪向中国民众扫射，打死中国民众十余人，伤数十人。事件引发了中国民众抗议。日方报道称，中方抗议者对汉口日租界进行了破坏和抢劫，袭击日本住户和领事馆人员。据日方统计，事件造成日本海军部分人员受伤，150座房屋被毁和92万日元的损失。

## 事件背景
1927年，国民革命军北伐占领武汉，成立武汉国民政府。同年，汉口英租界被国民政府收回后，武汉国民政府于3月4日指示外交部开始着手交涉收回汉口日、法租界的事宜。日本政府因此加派军舰来汉口，日租界水兵、巡捕也加紧巡逻，中日之间的冲突时有发生。在南京事件发生后，中国国民反英、美，日等外国帝国主义势力情绪异常激烈。武汉国民政府虽极力避免和日本发生直接冲突，但武汉地区中日民众的冲突仍然接连不断。曾发生日本人花园被抢、500余名中国人到协昌火柴厂拆去栏杆，搬回充当燃料等事件。
日本方面报道称，从汉口事件发生前的半个月开始，中国人对日本人的不尊重开始愈发明显，发生了针对日本人宅邸的一连串的入室盗窃案。 人力车夫强迫日本人乘车，并对他们要求高的让人无法接受的费用；苦力从日本人手中夺走行李，同样也对其提出无礼的的要求。 中国人还骚扰日本妇女并向妇女投掷石块，事件发生前的一个星期，有中国人开始向日本海军人员投掷石块，甚至辱骂正在行军的日本海军陆战队。1927年3月24日，发生南京事件时，开始有中国人散布有关日本居民被强奸的谣言，他们不祥地暗示说，如果在汉口发生这样的事情，他们将首先瞄准年轻女性。 
四三惨案发生前几天，时任国民革命军第八军军长唐生智下令撤离美国和英国居民，但他向日本当局建议，日本居民可以得到充分保护因此可以继续居住。 

## 事件发生
关于事发经过中日存在不同记载。武汉国民政府司法部、外交部和湖北总工会组织调查委员会在事件发生后的详细调查报告《汉口四三案经过纪要》和《司法部委员陈廷璧、总工会委员张善孚、外交部委员谢冠生呈中政会》中记录，1927年4月3日下午4时，人力车夫刘丙戍在日租界燮昌路遇到两名日本水兵欲共乘其车，刘以违背警章为由拒绝。争执中，一名日本水兵将人力车踹翻，另一名日本水兵用刀将刘丙戍刺成重伤，随之引发附近的日本人与中国围观群众发生大规模冲突，群众随后将参与行凶的6名日本士兵和4名嫌疑分子送往湖北省总工会，不久，日本领事急召大批水兵登岸，追杀中国工人与群众，造成10名中国群众死亡、8人重伤、数十人轻伤。关于事件细节上也有不同的记载，《汉口国民日报》报道称为日本水兵拒付车费引发冲突，苏联人Ａ.Ｂ.巴库林的日记记载称：“清晨五时，一个喝醉了酒的日本水兵用刺刀戳穿一个人力车夫的肚子”。
日本方面报道称：在4月3日下午3点左右，两名水手经过汉口日本租界燮昌小路的料亭「妻鶴」时，有中国儿童向两名水手投掷石块。 在随后的争吵中，大约30名中国人聚拢过来，然后一群人力车夫将他们围住并开始殴打他们。 水手们撞倒了其中一辆人力车，并在附近的料理店「山吉」避难。 中国围观者很快进入了战场，山吉和附近的「浪花食堂」被彻底毁坏。 更糟的是，流传着许多谣言，说日本水手杀死了中国人，以及一名人力车夫被刀刺伤。 就在那时，在日本租界北侧附近，一群参加农民协会组织会议的中国人冲进了日租界，三分之二的日租界都被“暴民”吞没了。 当他们看到日本人时，便围住并殴打日本人，日本店铺一个接一个的遭到袭击。 这些“暴徒”的袭击进行的彻底而精确。 田中副领事在听到骚乱时赶到现场，但尽管他向群众声明自己是领事，但仍遭到殴打。“暴民”在一家理发店附近的田村先生的房子里发现了他的妻子，她在生完孩子不久，还躺在病床上，“暴民”在那里杀害了她（该报道称有日本人被杀害，但中日双方的各种调查报告皆未指出有日本人在事件中死亡）。下午4:00左右，聚集了几千名悬挂红旗的人群和儿童，当他们的领导者指示他们呼喊并试图去往河边时，日本海军登陆部队上岸，首先射击了空包弹示警，然后开了几轮实弹。 暴动者随后撤退，像雪崩般从租界中涌出，一路抢掠。 尽管“暴徒”退出租界后扔顽固地拒绝撤离，但当日本登陆部队用机枪朝开枪示警时，群众四散逃离了。 受日本租界驱使的人群袭击了位于其他国家租界的日本企业。他们袭击了一家餐厅，那里有六名日本水手就餐，对他们进行了殴打，然后将他们带走并关押在共产党控制的中华全国总工会总部。 那天晚上，有25名日本人逃到了英国船只上并受到了保护。同仁医院也从汉口撤出。
唐生智于4月4日上午出动了军队，并跟进了这一情况，但中华全国总工会表示，如果没有从日本人那里获得有利条件，他们就拒绝释放人质。甚至唐生智试图把日本水手人质送回纠察队时，也遭到正在刺探唐警备司令部的共产党武装纠察队员的阻挠。 经日本总领事馆的反复交涉，这些日本水手最终于4月7日返回。 
事发当晚，中华民国外交部长陈友仁赶赴日本总领事表示遗憾，并表示中国将为解决这一问题负全部责任。 武汉守备军司令唐生智也对此表示遗憾，并要求日本登陆部队撤出，因为他的部队正在守卫租界。 领事馆尊重中国的诚意，表示将撤离登陆部队。 因为中国人似乎表现出诚意，唐生智将自己的军队驻扎在租界周围地区，在纠察队的配合下将人群拒之门外，并张贴海报，劝诫市民不要抢劫或伤害日本人，日本军队也撤离到了基地中。 但是，中国军队很快就进行了抢劫，日军立即重新部署了登陆部队。 唐生智进入租界的部队被指控进行了抢劫，由何键的部队所取代，何建在日本登陆部队的坚持下又再次撤军。 
中华全国总工会代表说，事件中有10名中国人死亡，并谴责日本登陆部队非法使用武力。他们要求立即撤离日本登陆部队并调查事件发生的原因，否则便继续不予合作，但日本总领事拒绝了他们的要求。 同时，中华全国总工会试图对日本租界实施食品供应封锁。 
4月6日下午1点20分，日本妇女和儿童从武汉撤离到“上阳丸”“大福丸”船上。之后，在几次撤离中疏散了更多的人，汉口的日本居民由超过2,100名减少到500多名。

## 其他影响

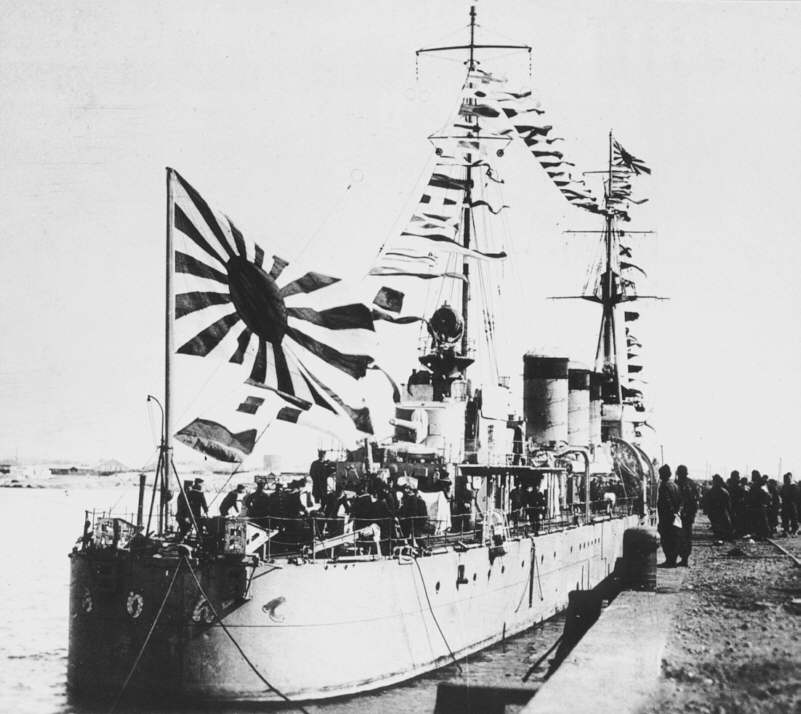
天龍號载满了食品，从上海被送到武汉。 还部署了由陽炎型驅逐艦天津風號、磯風號和時津風號组成的第18驱逐舰小组。

4月3日， 标准石油公司决定关闭宜昌的业务，并撤出其在美国和英国船上的所有美国雇员 。美国特使建议居住在北京的美国人离开首都。4月12日，蒋介石在上海进行了清党活动，開始逮捕处决在中國國民黨內外的中國共產黨員及领导人，甚至暗中清除與中國共產黨員往來密切者，並且处决了许多质疑蒋介石政权者、反對國民黨清黨的国民党左派 。